# Vol suborbital

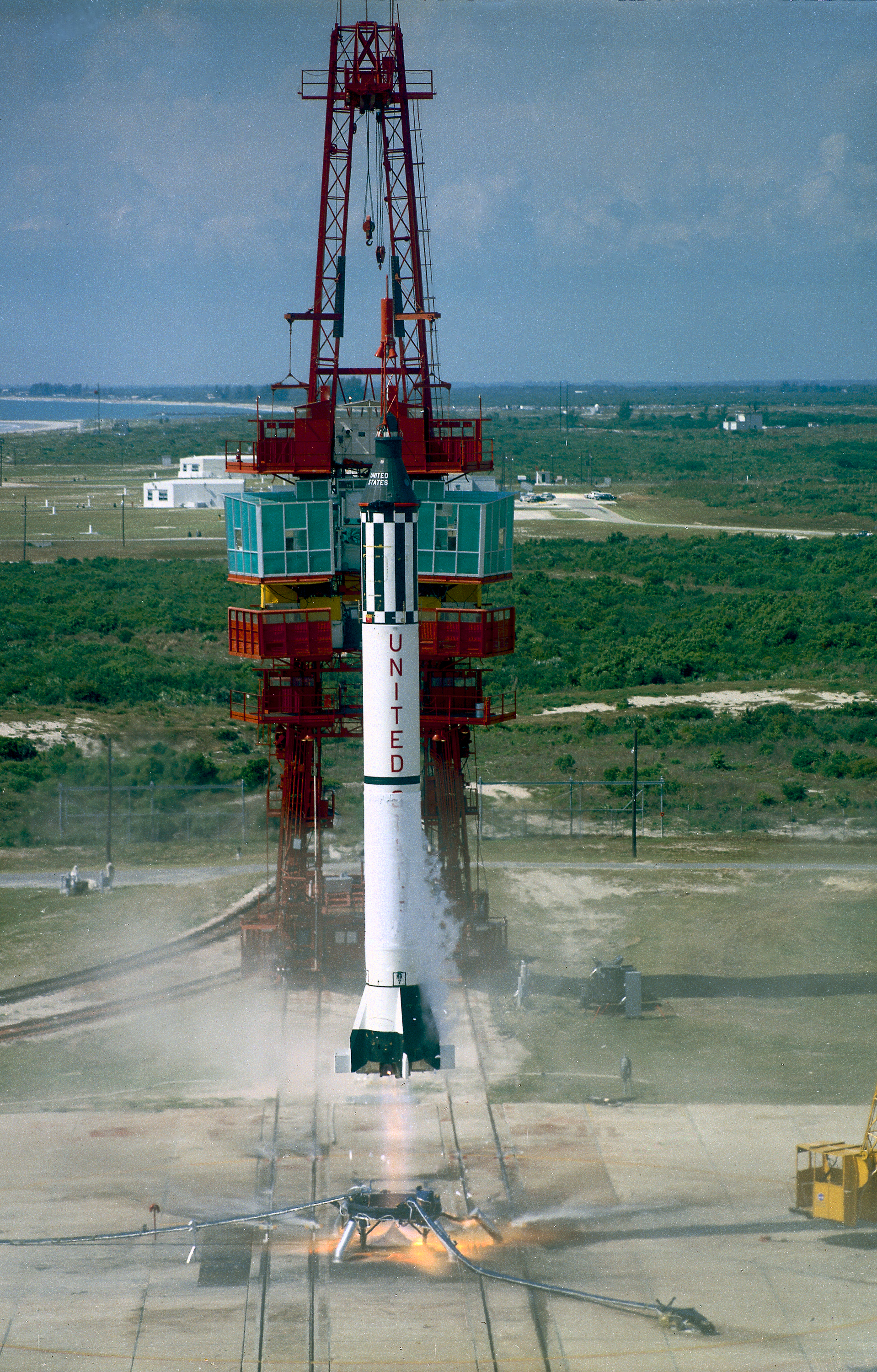
Mercury-Redstone est une fusée permettant uniquement d'effectuer des vols suborbitaux à bord de capsule Mercury. Ici, le décollage de la mission Mercury-Redstone 3, avec l'astronaute Alan Shepard.

Un vol suborbital est un vol spatial d'un engin spatial se déplaçant dans l'espace à une vitesse suborbitale, inférieure à la vitesse requise pour qu'il se maintienne en orbite. 
Le premier vol suborbital est effectué le 5 mai 1961 par l'astronaute Alan Shepard lors de la mission Mercury-Redstone 3.
Quelques semaines plus tôt, le 12 avril 1961, ce fut un vol orbital qui permit à Youri Gagarine (Юрий Гагарин) de devenir le premier homme à être allé dans l'espace.

## Généralités
Pour réaliser un vol suborbital, l'engin spatial doit être lancé à une vitesse suffisante pour atteindre l'altitude de 100 kilomètres, représentant la ligne de Kármán, définissant la frontière entre la Terre et l'espace. Cette vitesse est inférieure à la vitesse de satellisation minimale qui est la vitesse minimale qu'il faut communiquer à un corps au départ d'un astre pour le satelliser au plus près de ce dernier sur une orbite circulaire.
Les États-Unis considèrent que la limite de l'espace est fixée à 80,5 km (50 miles) afin d'augmenter leur nombre de vols spatiaux officiels durant la guerre froide (seuls deux vols du X-15 sur 336 ont dépassé les 100 kilomètres d’altitude contre 13 vols au delà des 50 miles). C'est le seul pays à avoir une définition différente de la ligne de Kármán.

## Vols suborbitaux habités lancés
La plupart des vols de fusées habitées étaient soit des vols spatiaux orbitaux, soit des vols d’avions propulsés par des fusées, qui étaient lancés horizontalement. Les vols suborbitaux habités lancés verticalement étaient, avant le premier lancement de Nouveau Shepard, rares et souvent le résultat d’un échec d’une fusée habitée pour un vol spatial orbital. La liste suivante montre tous les vols de fusées suborbitales habitées lancées verticalement.
| Date (GMT) | Mission             | Équipage | Lanceur                     | Apogée   | Pays             | Remarques                                                                                               |
| ---------- | ------------------- | --- | --------------------------- | -------- | ---------------- | --- |
| 1961-05-05 | Mercure-Redstone 3  | Alan Shepard | Lanceur Mercury-Redstone    | 187,5 km | États-Unis       | premier Américain dans l’espace                                                                         |
| 1961-07-21 | Mercure-Redstone 4  | Virgil Grissom | Lanceur Mercury-Redstone    | 190,3 km | États-Unis       | deuxième Américain dans l’espace                                                                        |
| 1975-04-05 | Soyouz 18a          | Vassili Lazarev, Oleg Makarov | Soyouz                      | 192 km   | Union soviétique | Échec du lancement orbital. Avorté après un dysfonctionnement lors de la séparation de l’étage          |
| 1983-09-26 | Soyouz 7K-ST n° 16L | Vladimir Titov, Gennadi Strekalov | Soyouz                      | 0,65 km  | Union soviétique | Abandon de lancement                                                                                    |
| 1986-01-28 | La mission STS-25   | Francis R. « Dick » Scobee, Michael J. Smith, Ellison S. Onizuka, Judith A. Resnik, Ronald E. McNair, Gregory B. Jarvis, S. Christa McAuliffe | Navette spatiale Challenger | 20 km    | États-Unis       | Catastrophe de la navette spatiale Challenger, tous les astronautes à bord ont été tués                 |
| 2014-01-30 | Hughes 1            | Mike Hughes | Fusée auto-construite       | 0,419 km | États-Unis       | Mike Hughes s’est blessé                                                                                |
| 2018-03-24 | Hughes 2            | Mike Hughes | Fusée auto-construite       | 0,572 km | États-Unis       | |
| 2018-10-11 | Soyouz MS-10        | Aleksey Ovchinin, Nick Hague | Soyouz                      | 93 km    | Union soviétique | Échec du lancement orbital                                                                              |
| 2020-02-22 | Hughes 3            | Mike Hughes | Fusée auto-construite       | 1,5 km   | États-Unis       | Mike Hughes tué lors d’un atterrissage en catastrophe alors que le parachute a été détruit au lancement |
| 2021-07-20 | Blue Origin NS-16   | Jeff Bezos, Mark Bezos, Wally Funk, Oliver Daemen                                                                                             | Nouveau Shepard             | 107 km   | États-Unis       | Premier vol habité de Blue Origin                                                                       |
| 2021-10-13 | Blue Origin NS-18   | Audrey Powers, Chris Boshuizen, Glen de Vries, William Shatner                                                                                | Nouveau Shepard             | 107 km   | États-Unis       | Deuxième vol avec équipage de Blue Origin                                                               |
| 2021-12-11 | Blue Origin NS-19   | Laura Shepard Churchley, Michael Strahan, Dylan Taylor, Evan Dick, Lane Bess, Cameron Bess                                                    | Nouveau Shepard             | 107 km   | États-Unis       | Troisième vol habité de Blue Origin                                                                     |
| 2022-03-31 | Blue Origin NS-20   | Marty Allen, Sharon Hagle, Marc Hagle, Jim Cuisine, George Nield, Gary Lai                                                                    | Nouveau Shepard             | 107 km   | États-Unis       | Quatrième vol avec équipage de Blue Origin                                                              |
| 2022-06-04 | Blue Origin NS-21   | Evan Dick, Katya Echazarreta, Hamish Harding, Victor Correa Hespanha, Jaison Robinson, Victor Vescovo                                         | Nouveau Shepard             | 107 km   | États-Unis       | Cinquième vol habité de Blue Origin                                                                     |
| 2022-08-04 | Blue Origin NS-22   | Coby Cotton, Mário Ferreira, Vanessa O’Brien, Clint Kelly III, Sara Sabry, Steve Young                                                        | Nouveau Shepard             | 107 km   | États-Unis       | Sixième vol habité de Blue Origin                                                                       |
| 2024-05-19 | Blue Origin NS-25   | Mason Angel, Sylvain Chiron, Ed Dwight, Kenneth Hess, Carol Schaller, Gopichand Thotakura                                                     | Nouveau Shepard             | 107 km   | États-Unis       | Septième vol habité de Blue Origin                                                                      |
| 2024-08-29 | Blue Origin NS-26   | Nicolina Elrick, Rob Ferl, Eugene Grin, Eiman Jahangir, Karsen Cuisine, Ephraim Rabin                                                         | Nouveau Shepard             | 105 km   | États-Unis       | Huitième vol habité de Blue Origin                                                                      |
| 2024-11-22 | Blue Origin NS-28   | Henry (Hank) Wolfond, Austin Litteral, James (J.D.) Russell, Sharon Hagle, Marc Hagle, Emily Calandrelli                                      | Nouveau Shepard             | 107 km   | États-Unis       | Neuvième vol habité de Blue Origin                                                                      |
| 2025-02-25 | Blue Origin NS-30   | Lane Bess, Jesús Calleja, Tushar Shah, Richard Scott, Elaine Hyde, Russell Wilson                                                             | Nouveau Shepard             | 107 km   | États-Unis       | Dixième vol avec équipage Blue Origin                                                                   |